# ヤマジグモ
ヤマジグモ Ogulnius pullus Boes. et Str. 1906 はカラカラグモ科のクモ。円網の変形した立体的な網を張るごく小さなクモ。

## 特徴
体長は雄雌共に1.0-1.5mmのごく小さなクモ。全体に褐色から橙色。腹部が丸く大きく、頭胸部は遙かに小さくて半ばまでが腹部の下に隠れる。頭胸部は縦長で眼の位置の後方で一番盛り上がる。眼は8眼2列で、中眼は前より後ろが幅広く、後中眼同士がやや離れている。歩脚はいずれも太短く、その中では第3脚が最も短くて前2脚がやや長く、第4脚が最も長い。腹部は紫褐色の地に白黄色の斑紋が散らばる。

## 習性など
里山から山地にまで見られ、切り通しや草の間の根本付近などに生息する。
造網姓であり、ごく小さな網を張る。網はごく少数の糸が立体的に張り巡らされたもので、クモはその中央にぶら下がる。この網は一見は不規則に見えるが、粘性のない透明な糸と粘性のある白く光った糸がほぼ直交するようになっている。これはまばらに張られた円網であり、ただ普通は一平面上に張られる縦糸が立体的に張られているためにその形が円に見えないというものである。千国はこれを「一見同心円状の水平円網が崩れたような形」と記している。
卵は糸に包まれた卵嚢の形を取る。卵嚢は丸っこい本体のあちこちから大きな突起が突き出した、まるで金平糖のような形。あるいは4角形立方体に似ているとも。産卵は7-8月。

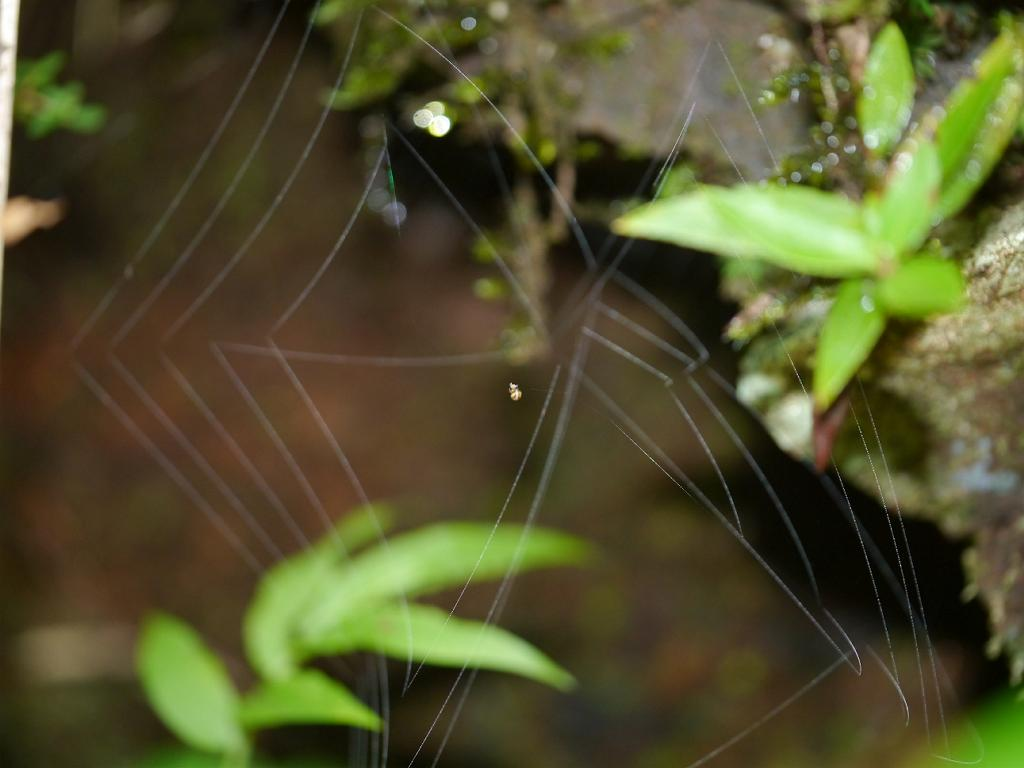
ヤマジグモの網
中央が本体

## 分布
北海道から九州まで分布し、国外では韓国から知られる。ごく普通種であるが、あまりに小さいので普通は気付かれない。千国は卵嚢について述べた部分で「この卵嚢で、ようやくクモの存在を知る手がかりになるほど」と、クモ単独だと目に留めるのも難しいことを述べている。

## 分類
ヤマジグモ属は中南米に12種が知られ、それ以外ではフィリピンに1種が知られる。日本では本種の他にクロヤマジグモ O. agnoscus が記載されているが、原記載以降に報告が無く、存在は疑問視されている。